# Каримова, Татьяна Акбаровна
Татьяна Акбаровна Каримова (род. 26 августа 1948, Хабаровск) — супруга первого президента Узбекистана Ислама Каримова. Первая леди Узбекистана с 1991 по 2016 год.

## Биография
Татьяна Каримова родилась 26 августа 1948 года в Хабаровске в семье военного. Имеет узбекские  и русское происхождение (отец — узбек, мать — русская). В 1952 году вместе с родителями переехала в Ферганскую область. Её семья была описана как влиятельная.
Работала научным сотрудником в Институте экономики Академии наук Узбекистана, параллельно занималась общественной деятельностью. Является кандидатом экономических наук.

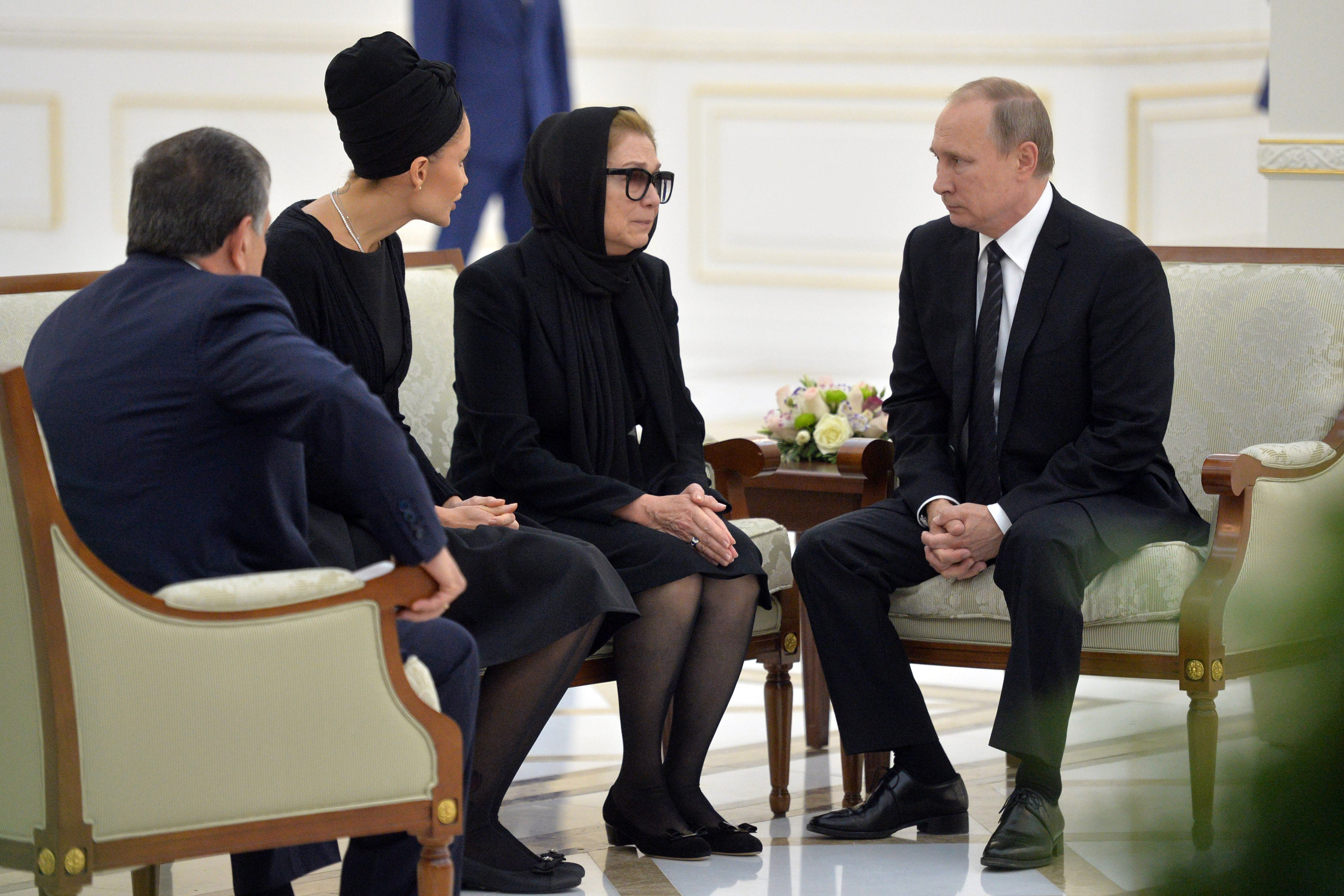
Татьяна Каримова в сопровождении дочери Лолы и премьер-министра Узбекистана Шавката Мирзиёева встретилась с президентом России Владимиром Путиным в Самарканде через 4 дня после смерти Каримова.
Самарканд, 6 сентября 2016 года

## Деятельность
Каримова была первой леди Узбекистана с момента обретения страной независимости до смерти её мужа Ислама Каримова в 2016 году. Известно, что она участвовала в различных благотворительных проектах и выполняла государственные функции, а также была очень влиятельным советником по многим направлениям политики своего мужа.
Ожидалось, что Татьяна Каримова будет ключевой фигурой в выборе преемника своего мужа в 2016 году, однако от неё не ожидалось, что она сама будет претендовать на пост президента. Татьяна считалась союзницей председателя Службы национальной безопасности Рустама Иноятова, который также рассматривался как вероятный помощник в выборе следующего президента страны. Впоследствии на выборах, состоявшихся в декабре 2016 года, президентом Узбекистана был избран премьер-министр Шавкат Мирзиёев.

## Личная жизнь
Татьяна Каримова познакомилась с будущим её мужем Исламом Каримовым во время учёбы в Самарканде:
Наше знакомство с Исламом Абдуганиевичем состоялось в 1970 году в Самарканде, когда я училась на последнем курсе инженерно-технологического факультета. Первая наша встреча произошла в доме его старшего брата Ибода Ганиевича, супруга которого — Хайринисо Султановна — приходилась мне двоюродной сестрой. Я жила в общежитии и часто после занятий заходила к ним в гости.
Вскоре, по словам Татьяны Акбаровны, Каримов пришёл к ней в общежитие и во время прогулки в парке сделал неожиданное предложение выйти за него замуж. Будущие супруги поженились после пары встреч на семейных вечерах и одной прогулки в парке накануне Международного женского дня. Ранее Ислам Каримов был женат на своей первой жене Наталье Петровне Кучми (1938 — 28 апреля 2008) с 1964 года до их развода в 1968 году. От первого брака есть сын — Пётр Исламович Каримов.
У Каримовых родились две дочери — Гульнара Каримова (род. 1972) и Лола Каримова-Тилляева (род. 1978). Кроме того, у них было пять внуков: Ислам Каримов-младший, Иман Каримова, Мариам Тилляева, Умар Тилляев и Сафия Тилляева. У Татьяны есть младшая сестра Тамара Собирова.
В 2013 году в Твиттере разразилась вражда между Татьяной Каримовой и её старшей дочерью Гульнарой Каримовой. Гульнара обвинила свою мать в попытке «уничтожить» за попытку предотвратить арест её двоюродного брата Акбарали Абдуллаева. Она также обвинила в колдовстве свою младшую сестру Лолу Каримову-Тилляеву. Аккаунт Гульнары Каримовой в Твиттере был заблокирован вскоре после предъявления обвинений. В 2014 году она была помещена под домашний арест.

## Награды
- Большой крест ордена Гражданских заслуг (Испания)
- Орден «Стара-планина» I степени (12 ноября 2003 года, Болгария) — за вклад в развитие и углубление двустороннего политического диалога между Республикой Болгария и Республикой Узбекистан на высшем уровне[16]